# صموئيل إتش. ودسون (سياسي)
صموئيل إتش. ودسون هو قاضي ومحامي وسياسي أمريكي، ولد في 24 أكتوبر 1815 في نيشلسفيل في الولايات المتحدة، وتوفي في 23 يونيو 1881 في إنديبندنس في الولايات المتحدة. نشط حزبياً في الحزب الديمقراطي. وقد انتخب عضو مجلس نواب ولاية ميزوري ‏ وانتخب عضو مجلس النواب الأمريكي ‏.